# Peter Gut
Pour les articles homonymes, voir Gut.
Peter Gut, né en 1959 à Zurich, est un dessinateur et caricaturiste suisse allemand. 

## Biographie
Peter Gut naît en 1959 à Zurich. 
Il grandit à Kloten et fait un apprentissage de compositeur-typographe auprès de l'imprimeur Zieger,.  
Il est l'un des plus célèbres caricaturistes de Suisse alémanique. Son premier dessin est publié en 1983 dans le quotidien de Winterthour Der Landbote. Il a notamment travaillé comme dessinateur et caricaturiste pour le magazine d'information Facts. Il dessine pour la Neue Zürcher Zeitung et, depuis 1993, pour le magazine économique Bilanz.  
Il a illustré des livres de Peter Hacks, Harry Rowohlt et Paul Maar, entre autres. Avec Alex Rübel, le directeur du zoo de Zurich, il a édité le livre Mensch und Tier (Homme et animal).  
Il est père d'un enfant et vit à Winterthour. 
La première rétrospective complète de ses œuvres a lieu au Cartoon Museum de Bâle en 2015,,,.

### Approche
Peter Gut explore de nombreux styles, de nombreuses techniques, comme les collages, gouaches, encres, aquarelles... 
En dehors de ses caricatures de presse, il aimer créer des illustrations où des animaux prennent vie dans des situations comiques, saugrenues, décalées. Il pose alors un regard plus libre sur le quotidien, la société et la culture, un peu à la manière des Fables de La Fontaine.